# پدرو بارانکوس
پدرو بارانکوس (انگلیسی: Pedro Barrancos؛ زادهٔ ۱۰ مارس ۱۹۸۸) بازیکن فوتبال اهل اسپانیا است.
از باشگاه‌هایی که در آن بازی کرده‌است می‌توان به باشگاه فوتبال کادیس، باشگاه فوتبال گرانادا، و باشگاه فوتبال رئال مورسیا اشاره کرد.